# Доњи Свилај
Доњи Свилај је насељено место у општини Оџак, Федерација Босне и Херцеговине, БиХ.

## Историја
Доњи Свилај је познат као родно место Владимира Милетића, југословенског обавештајног официра, као и место где је његова породица живела. На самом уласку у село, са леве и десне стране су у низу биле породичне куће чланова велике фамилије, као прво на шта се наиђе уласком у Свилај. Током Другог светског рата, породица доживљава трагедију и у нападима хрватских усташа гине велики број чланова, па тако у књизи жртава рата при Музеју жртава геноцида постоји чак 27 трагично страдалих чланова најуже породице пореклом из Доњег Свилаја. Данас у Свилају у само једној кућа и даље живе чланови породице Милетић.

## Становништво
|             | 2013.          | 1991.          | 1981.          | 1971.          |
| Укупно      | 1 107 (100,0%) | 1 576 (100,0%) | 1 610 (100,0%) | 1 614 (100,0%) |
| Хрвати      | 1 082 (97,74%) | 1 408 (89,34%) | 1 389 (86,27%) | 1 453 (90,02%) |
| Срби        | 14 (1,265%)    | 143 (9,074%)   | 153 (9,503%)   | 156 (9,665%)   |
| Неизјашњени | 5 (0,452%)     | –              | –              | –              |
| Бошњаци     | 2 (0,181%)     | 2 (0,127%)1    | 2 (0,124%)1    | –              |
| Муслимани   | 2 (0,181%)     | –              | –              | –              |
| Босанци     | 1 (0,090%)     | –              | –              | –              |
| Непознато   | 1 (0,090%)     | –              | –              | –              |
| Југословени | –              | 13 (0,825%)    | 8 (0,497%)     | –              |
| Остали      | –              | 10 (0,635%)    | 46 (2,857%)    | 5 (0,310%)     |
| Црногорци   | –              | –              | 6 (0,373%)     | –              |
| Македонци   | –              | –              | 5 (0,311%)     | –              |
| Словенци    | –              | –              | 1 (0,062%)     | –              |

1. 1 На пописима од 1971. до 1991. Бошњаци су пописивани углавном као Муслимани.